# Siguranța în activitățile cu hidrogen

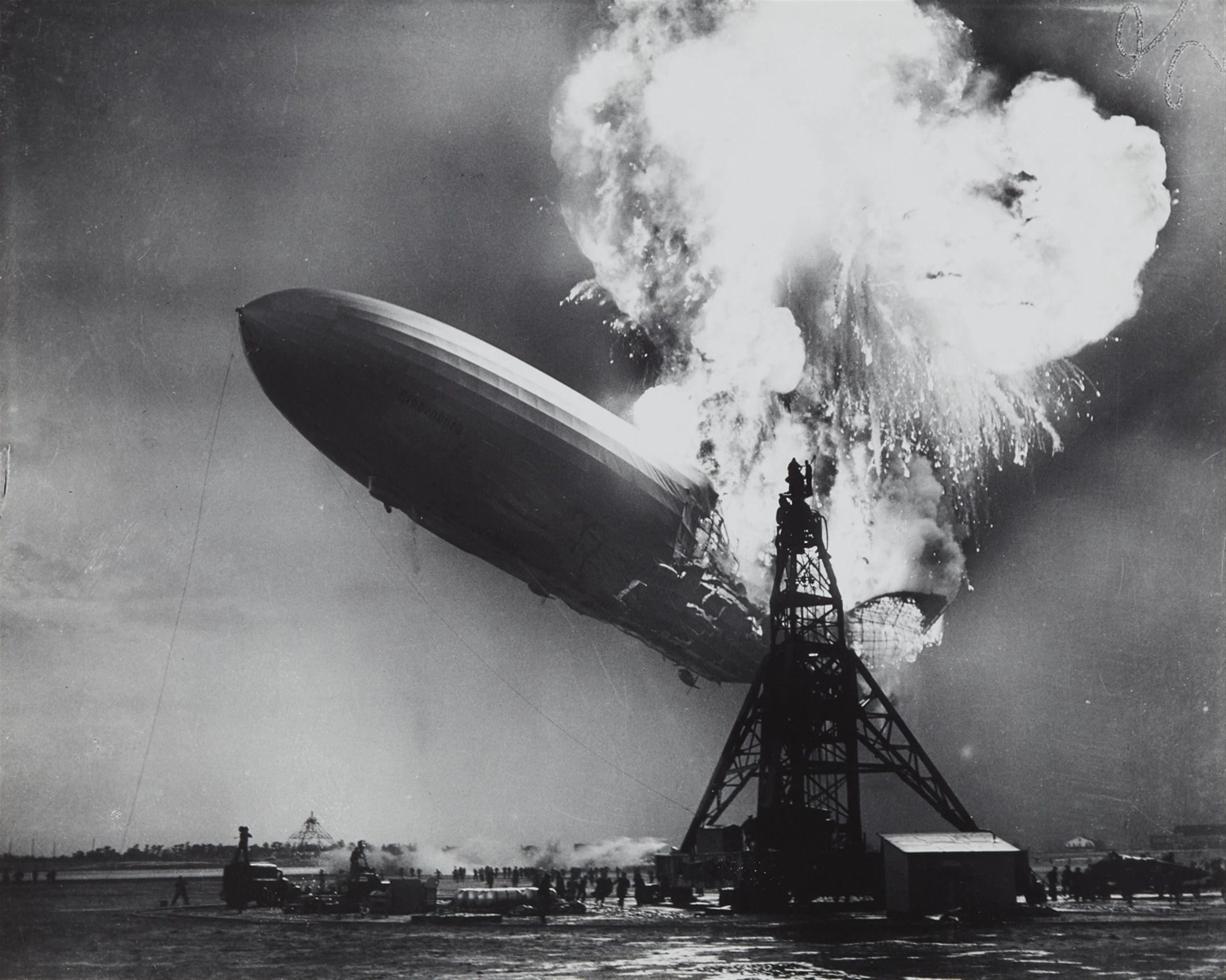
este un exemplu de explozie mare a hidrogenului

Siguranța în activitățile cu hidrogen se referă la producerea, manipularea și utilizarea în siguranță a hidrogenului, în special a combustibilului gazos și a hidrogenului lichid. Conform standardului NFPA 704, hidrogenul se află pe treapta a patra (cea mai înaltă) a clasificării pe scara inflamabilității, deoarece este inflamabil chiar și atunci când este amestecat în cantități mici cu aer obișnuit. Aprinderea poate avea loc la un raport volumic hidrogen/aer de de doar 4 %, datorită oxigenului din aer și simplității și proprietăților chimice ale reacției. Totuși, hidrogenul nu are o clasificare pentru riscul intrinsec de reactivitate sau toxicitate. Depozitarea și utilizarea hidrogenului ridică probleme unice datorită ușurinței sale de scurgere în forma gazoasă, energiei scăzute de aprindere, inflamabilitatea unei game largi de amestecuri combustibil–aer, flotabilității și capacității sale de a fragiliza metalele⁠(d), care trebuie luate în considerare pentru a asigura o funcționare în siguranță.
Hidrogenul lichid ridică probleme suplimentare datorită densității sale crescute și temperaturilor extrem de scăzute necesare pentru a-l menține în formă lichidă. Mai mult, cererea și utilizarea sa în industrie – drept combustibil pentru rachete, sursă alternativă de stocare a energiei⁠(d), agent de răcire pentru turbogeneratoare electrice răcite cu hidrogen⁠(d), materie primă în procesele industriale și chimice, inclusiv producția de amoniac și metanol etc. – a continuat să crească, ceea ce a dus la creșterea importanței considerațiilor privind protocoalele de siguranță în producerea, depozitarea, transportul și utilizarea hidrogenului.
Dintre toate gazele, cu puține excepții, cum ar fi acetilena, silanul și oxidul de etilenă, hidrogenul are una dintre cele mai largi game de amestecuri de aprindere/explozive cu aerul, iar în ceea ce privește energia minimă necesară aprinderii și raporturile de amestec are cerințe extrem de scăzute pentru ca o explozie să se producă. Aceasta înseamnă că, indiferent de proporția amestecului dintre aer și hidrogen, atunci când este aprins într-un spațiu închis, o scurgere de hidrogen va duce cel mai probabil la o explozie, nu la o simplă flacără.
Există numeroase coduri și standarde privind siguranța hidrogenului în depozitare, transport și utilizare. Acestea variază de la reglementări federale în SUA, ANSI/AIAA, NFPA, și standarde ISO.

## Prevenire
| NFPA 704                                                                          |
| --------------------------------------------------------------------------------- |
| 4 0 SA                                                                            |
| Codul NFPA 704 atât pentru hidrogenul gazos, cât și pentru izotopul său deuteriu. |

Există o serie de elemente de luat în considerare la proiectarea sistemelor și procedurilor de evitare a accidentelor atunci când se lucrează cu hidrogen, deoarece unul dintre principalele pericole ale hidrogenului este că este extrem de inflamabil.

### Inertare și golire
Inertarea recipientelor și golirea conductelor de gaz sunt proceduri standard importante de siguranță care trebuie respectate la transportul hidrogenului. Pentru a inerta sau goli corect, trebuie luate în considerare limitele de inflamabilitate, iar hidrogenul este foarte diferit de alte tipuri de gaze. În aer la presiune atmosferică normală aceste limite sunt de 4 % până la 75 % procent volumic de hidrogen. În oxigen, limitele sunt de 4 % până la 94 %. Limitele potențialului de detonare al hidrogenului în aer sunt de 18,3 % până la 59 % în volum. De fapt, aceste limite de inflamabilitate pot fi adesea mai stricte decât acestea, deoarece turbulența dintr-un incendiu poate provoca o deflagrație⁠(d) care poate deveni detonație. Pentru comparație, limitele de deflagrație a benzinei în aer sunt de 1,4–7,6 %, iar a acetilenei în aer de 2,5–82 %.
Prin urmare, atunci când în echipament intră aer înainte sau după un transfer de hidrogen, există condiții unice de luat în considerare, care altfel ar fi fost sigure la transferul altor tipuri de gaze. Au avut loc incidente deoarece inertarea sau golirea nu a fost suficientă sau deoarece introducerea aerului în echipament a fost subestimată (de exemplu, la adăugarea de pulberi), rezultând o explozie. De aceea, procedurile și echipamentele de inertare sau golire sunt adesea specifice hidrogenului și, de multe ori, fitingurile sau marcajele de pe o conductă de hidrogen ar trebui să fie complet diferite pentru a se avertiza ca regulile să fie respectate corect, deoarece multe explozii s-au produs pentru că o conductă de hidrogen a fost conectată accidental la o conductă principală sau pentru că conducta de hidrogen a fost confundată cu o alta.